# Clearc d'Atenes
Clearc d'Atenes (en llatí Clearchus, en grec antic Κλέαρχος "Kléarkos") fou un poeta atenenc d'època desconeguda que pertanyia a la Nova comèdia.
Ateneu de Naucratis ha conservat alguns fragments de les seves obres Κιθαρῳδός, Κορινθίοι i Πάνδροσος, i d'una altra obra de nom desconegut.